# Tox
Tox là một xã ở tỉnh Haute-Corse trên đảo Corse, Pháp. Xã này có diện tích 14,79 km², dân số năm 1999 là 142 người. Khu vực này có độ cao trung bình 440 mét trên mực nước biển.